# سيلسو أورتيز
سيلسو فابيان أورتيز غامارا (بالإسبانية: Celso Fabián Ortíz Gamarra)‏ هو لاعب كرة قدم باراغواياني في مركز الوسط المدافع والدفاع ولد في يوم 26 يناير 1989 في مدينة أسونسيون عاصمة الباراغواي، يلعب حالياً مع نادي ألكمار في هولندا وسبق له اللعب مع نادي سيرو بورتينو ولعب مع منتخب الباراغواي لكرة القدم ويبلغ طوله 175 سم.

## مسيرته الكروية
لعب سيلسو أورتيز خلال مسيرته الاحترافية مع 3 أندية في ثلاثة عشر موسمًا وسجل خلالها 10 أهداف ضمن 237 مباراة. حيث فاز في موسم واحد بالكأس وفي موسمين بالدوري.
خاض سيلسو أورتيز مسيرته مع نادي سيرو بورتينيو في عامي 2008-2010 ولمدة موسمين، مشاركًا في 35 مباراة سجل خلالها 5 أهداف. ثم انتقل إلى نادي إي زد ألكمار في موسم 2009–10 ليلعب معه سبعة مواسم، حيث شارك في 96 مباراة سجل خلالها هدفًا واحدًا. لينتقل بعدها إلى نادي مونتيري في موسم 2016–17 ليلعب معه أربعة مواسم، مشاركًا في 106 مباراة سجل خلالها 4 أهداف.

## روابط خارجية
- سيلسو أورتيز على موقع قاعدة بيانات كرة القدم.إي يو (الإنجليزية)
- سيلسو أورتيز على موقع ناشيونال فوتبول تيمز (الإنجليزية)
- سيلسو أورتيز على موقع Soccerway.com (الإنجليزية)
- سيلسو أورتيز على موقع عالم كرة القدم.نت (الإنجليزية)